# Sint-Laurentiuskerk (Enns)
De rooms-katholieke Sint-Laurentiusbasiliek (Duits: St.-Laurenz-Basilika) of Basiliek van Lorch (Lorcher Basilika) is een kerkgebouw in Lorch, een Ortsteil van de stad Enns in de Oostenrijkse deelstaat Opper-Oostenrijk. Het is een van de belangrijkste vroegchristelijke kerkgebouwen van Oostenrijk.

## Geschiedenis
De basiliek verheft zich op de muurresten van een romeins gebouw, dat bij archeologische opgravingen tussen 1960 en 1966 werd blootgelegd. Het oudste bouwwerk, een voornaam romeins huis, stamt uit de 2e eeuw na Christus, toen de plaats onder de naam Lauriacum een belangrijke Romeinse stad was. Daarover heen werd in de 4e-5e eeuw een vroegchristelijk kerkgebouw gebouwd. Er volgden meer verbouwingen en vergrotingen, tot rond 1300 de huidige kerk in gotische stijl werd opgericht.
Na de beëindiging van het archeologisch onderzoek werd de kerk tussen 1966 en 1968 opnieuw ingericht en was daarmee de eerste kerk van het land, waarvan het interieur conform de geest van de Tweede Vaticaanse Concilie (1962-1965) was ingericht.

## Historische betekenis
De historische betekenis van het kerkgebouw uit zich in de verschillende belangrijke gebeurtenissen in de geschiedenis van het gebouw. De kerk bevindt zich in het vroegere werkgebied van de heilige Floriaan († 304). Zijn relieken zijn tegenwoordig weer zichtbaar in het hoofdaltaar van de hoofdaltaar van de basiliek. Volgens het Vita Sancti Severini werkte ook de heilige Severinus van Noricum († 482) in de basiliek van Lauriacum. Nadat Lauriacum in 212 tot stad werd verheven was de kerk de zetelkerk van het antieke bisdom Lauriacum.
Voor de veldtocht tegen de Avaren verbleef Karel de Grote met zijn leger in Lorch voor een driedaags vasten.
In 1970 werd de kerk verheven tot een pauselijke basilica minor.
Op 25 juni 1988 bezocht paus Johannes Paulus II de basiliek, die er bad voor het altaar met de stoffelijke resten van de martelaren van Lauriacum.  
Verhoging van de Heilige Sint Florian de beschermheilige van Opper-Oostenrijk (2004; Florian is de patroonheilige van het bisdom sinds 1971 Linz, zoals sinds 1935 ook Severin)

## Kunst

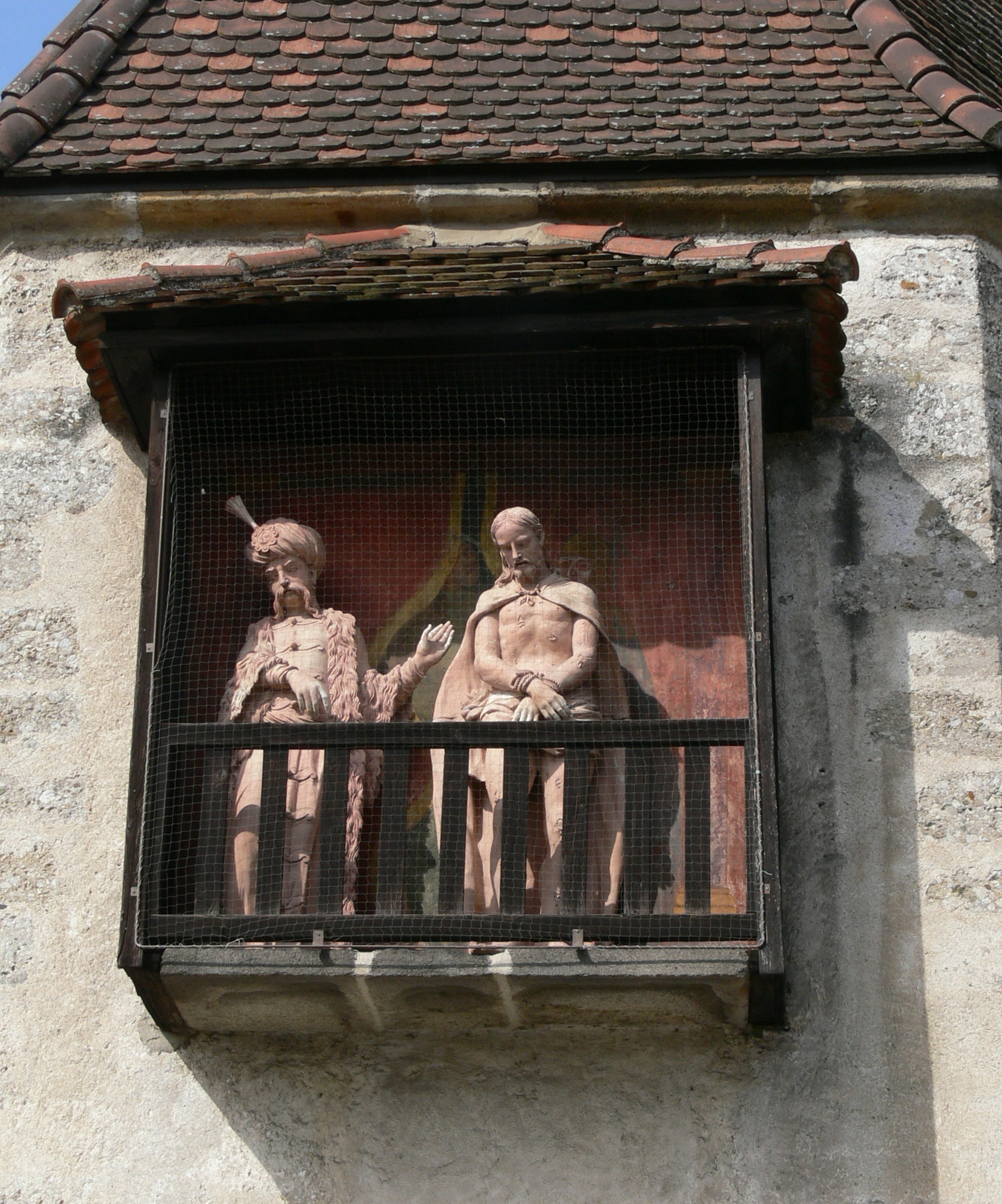
Balkon met voorstelling Ecce Homo aan de muur van het knekelhuis

Onder de talrijke bezienswaardige kunstwerken van de basiliek zijn met name vermeldenswaard:
- De Madonna van Lorch uit circa 1330.
- Vier gotische gebrandschilderde ramen uit 1330.
- Buste van een Man van Smarten, circa 1330, die tijdens een renovatie in een muurnis werd gevonden.
- Fresco's uit de 4e eeuw.
- Piëta van Lorch (circa 1430)
- Gotische sacramentstoren uit 1480 en 1486.
- Houten reliëf uit 1520 met als thema de Kindermoord van Bethlehem.
- De levensgrote corpus aan het kruis in de koorboog (1530).
- Een levensgrote Ecce Homogroep van terracotta uit 1690 met Pontius Pilatus in het uniform van een Turkse grootvizier
- Een groot schilderij uit de 18e eeuw voorstellende het Martelaarschap van de heilige Laurentius, de schutspatroon van Enns en de bisschoppen van Lorch.
- Ramen van Rudolf Kolbitsch (1967).
- De bronzen Porta St. Floriani en de Porta St. Severini met scènes uit het leven van de heiligen Florianus en Severinus (Peter Dimmel: 1970; 1971; 1985).
- De smeedijzeren Ster van de Hoop (Stern der Hoffnung) van Wolfgang Pöttinger, 1999.